# 万姓
萬姓為中文姓氏之一，在《百家姓》中排名第162位。

## 源流

### 姬姓
芮國的君主芮伯萬遷居於古魏，子孫流動，而後國家被秦國吞滅，有些子孫改為萬氏，以紀念芮伯萬。
另外，戰國魏國的始祖為畢萬，許多畢萬子孫亦姓萬氏，人稱「萬魏同門」。

## 延伸阅读
[在维基数据编辑]
 《百家姓》
 《欽定古今圖書集成·明倫彙編·氏族典·萬姓部》，出自陈梦雷《古今圖書集成》